# Corbeil-Cerf
Corbeil-Cerf é uma comuna francesa na região administrativa de Altos da França, no departamento de Oise. Estende-se por uma área de 3,95 km². Em 2010 a comuna tinha 328 habitantes (densidade: 83 hab./km²).